# Ngulu (Waffe)

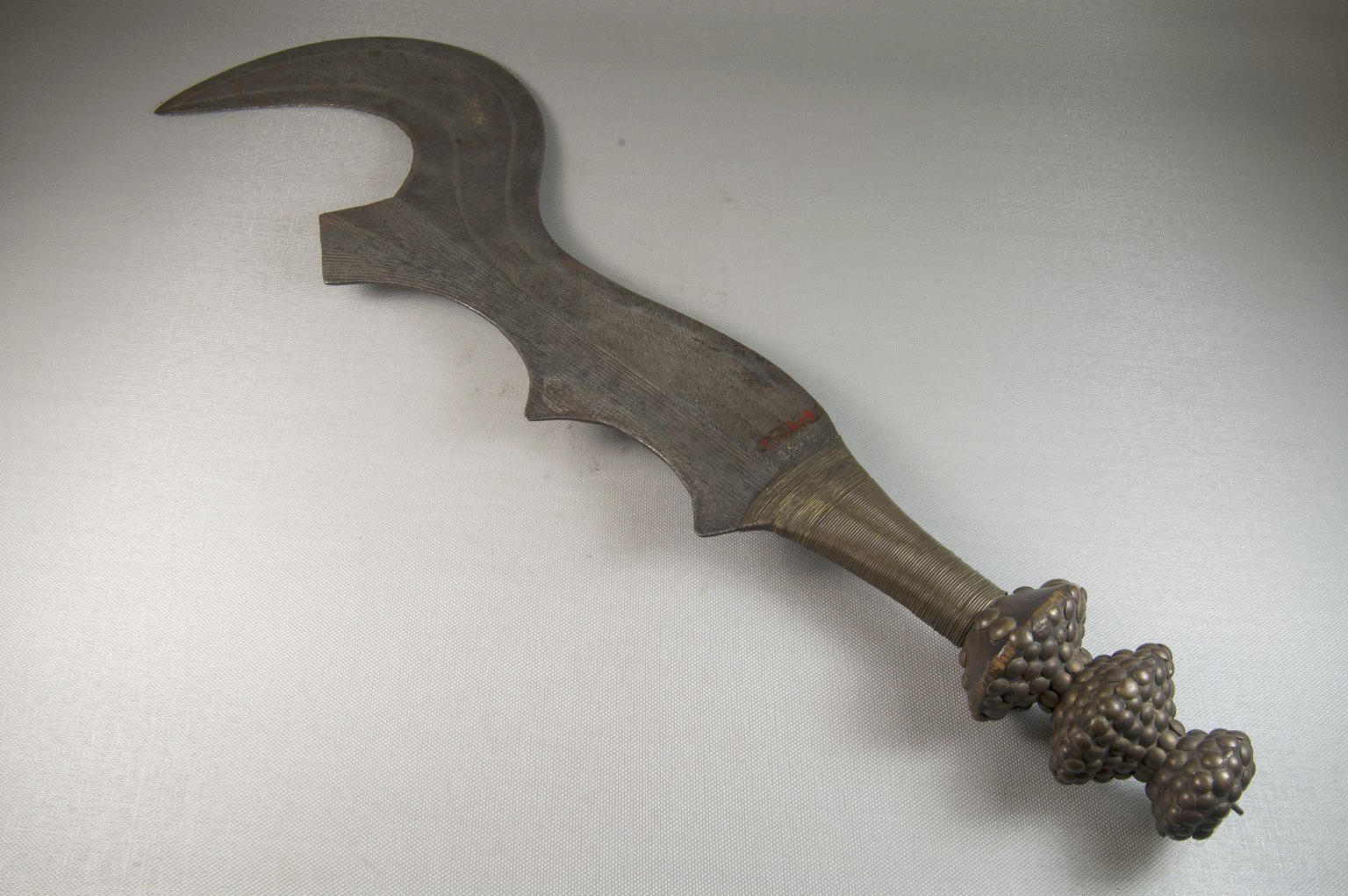
Mit länglichen Rillen auf der Klinge und Nagelköpfen auf dem Griff verzierter Einfach-Ngulu

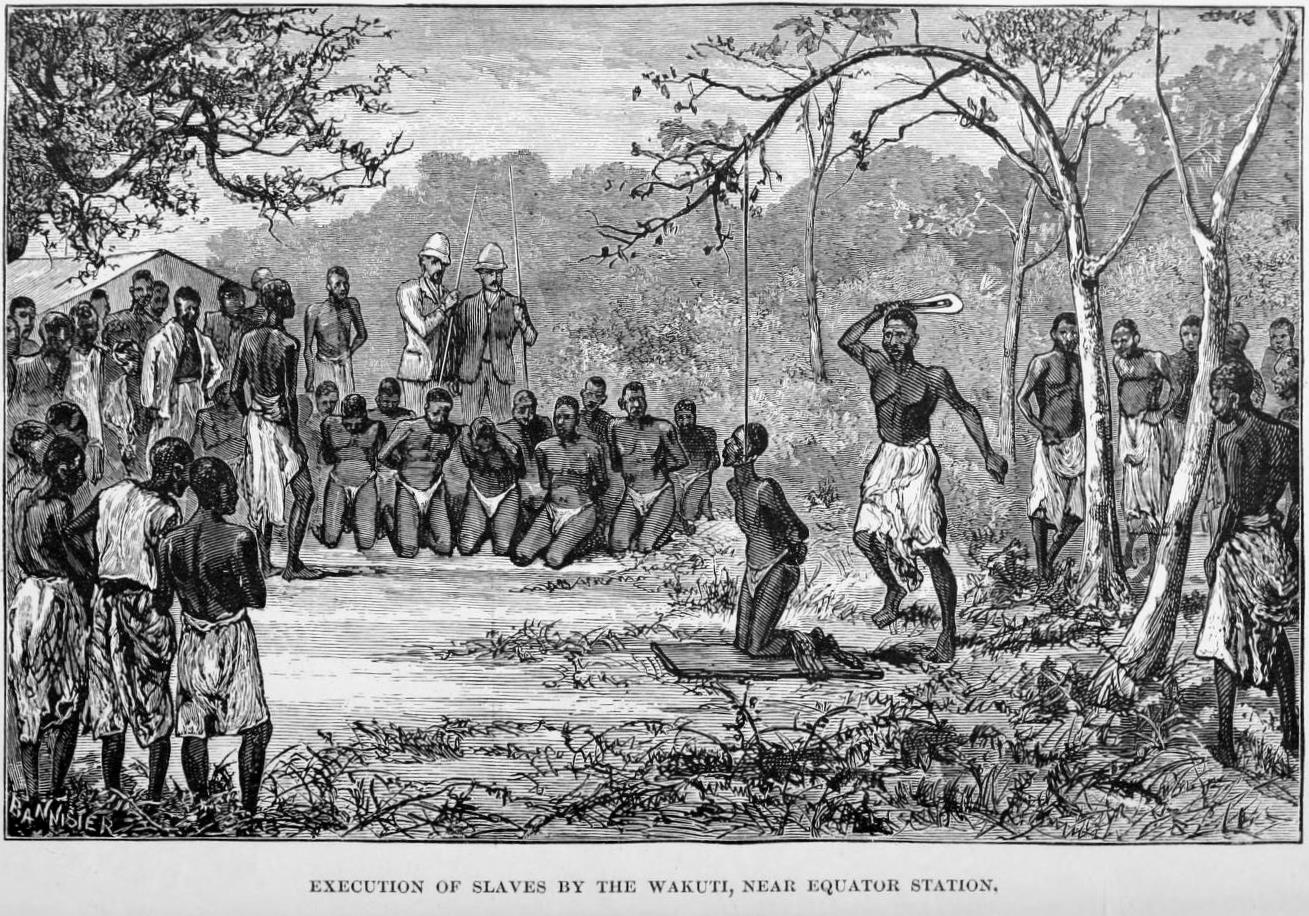
Populäre Szene in der europäischen Presse Ende des 19. Jahrhunderts. Hier aus Henry Morton Stanleys Buch The Congo and the founding of its free state (1885).

Das Ngulu ist ein traditionelles Messer verschiedener Ethnien aus dem Nordwesten der Demokratischen Republik Kongo, das aber hauptsächlich dem Volk der Ngombe zugeschrieben wird. Es wird zu den zentralafrikanischen Sichelwaffen gezählt. Die geschmiedete Eisenklinge hat die charakteristische Form einer Sichel mit außenliegender Schneide, die in mannigfaltigen Varianten in einfacher oder doppelter Ausführung herausgearbeitet ist. Das Ngulu konnte als Hiebwaffe eingesetzt werden, diente aber vielfach als Statussymbol für Würdenträger und Häuptlinge. Bekannt wurde es vor allem als Exekutionsmesser bei Menschenopfern.

## Bezeichnungen
Es existiert eine Vielfalt lokaler Bezeichnung z. B. ngolo, ngwolo, m’boko, gulu oder bango. Die meisten Ngulus werden den Ngombe zugeschrieben, weshalb deren Bezeichnung ngulu in der von ihnen gesprochenen Bantusprache auch allgemein verwendet wird. Unter Sammlern sind sie als Sichel-, Hinrichtungs- oder Exekutionsmesser bekannt.

## Beschreibung
Die Ngulus kommen in zwei Hauptformen vor. Das Einfach-Ngulu hat die Form einer Sichel. Das Doppel-Ngulu endet in zwei gegenüberliegenden Sicheln. Die Schneide liegt jeweils an der Außenseite der Sichel; die von der Mittelachse entfernteste Stelle der Außenwölbung entwickelte als Schlagschwerpunkt die höchste spaltend schneidende Wirkung. Die Gesamtlänge beträgt etwa 50 bis 70 cm. Die Klingen bestehen aus Eisen und sind vielfältig geformt. Dabei können sie mit verschiedenen Gravuren verziert sein. Das typische Ngulu der Ngombe hat am Griffende zwei linsenförmige Verdickungen, aber ansonsten herrscht auch bei den Griffen eine große Vielfalt. In der Regel ist der Griff mit Leder, Fasern oder Kupferdraht umwickelt.
Traditionell hergestellte Ngulus bestehen aus geschmiedeten Eisen aus lokalen Mineralien. Nach der Ankunft der Europäer wurde importiertes Eisen in Stäben, später auch Eisenplatten, die man zur richtigen Form zuschnitt, verwendet.
Viele der Einfach-Ngulus verfügen über Einbuchtungen bzw. Zacken auf der nichtschneidenden Seite, deren Zweck nicht geklärt ist. Sie können rein ästhetisch sein oder doch eine Funktion erfüllen. Der erste Zacken wird manchmal als Haltepunkt für die Griffwicklung verwendet, damit diese nicht so leicht abrutscht. Diese Art der Wicklungen kann man an einigen alten Ngulus erkennen. Die zweite Einbuchtung könnte einen besseren Halt auf der Schulter des Trägers bewirken. Bei einigen Wurfeisen wie z. B. der Mafa wird ein Ablegen auf der Schulter als Trageweise ebenfalls berichtet.
Für die Form der Doppel-Sichelmesser gibt es viele Deutungen, die aber mit Vorbehalten zu betrachten sind. Diese reichen von Menschen mit über dem Kopf erhobenen Armen, Skorpionen oder gar dem weiblichen Geschlecht. Tatsächlich gibt es anthropomorph gestaltete Doppel-Ngulus, diese sind jedoch relativ jung und daher wahrscheinlich Auftragsarbeiten für die Europäer.

## Herkunft und Verwandtschaft

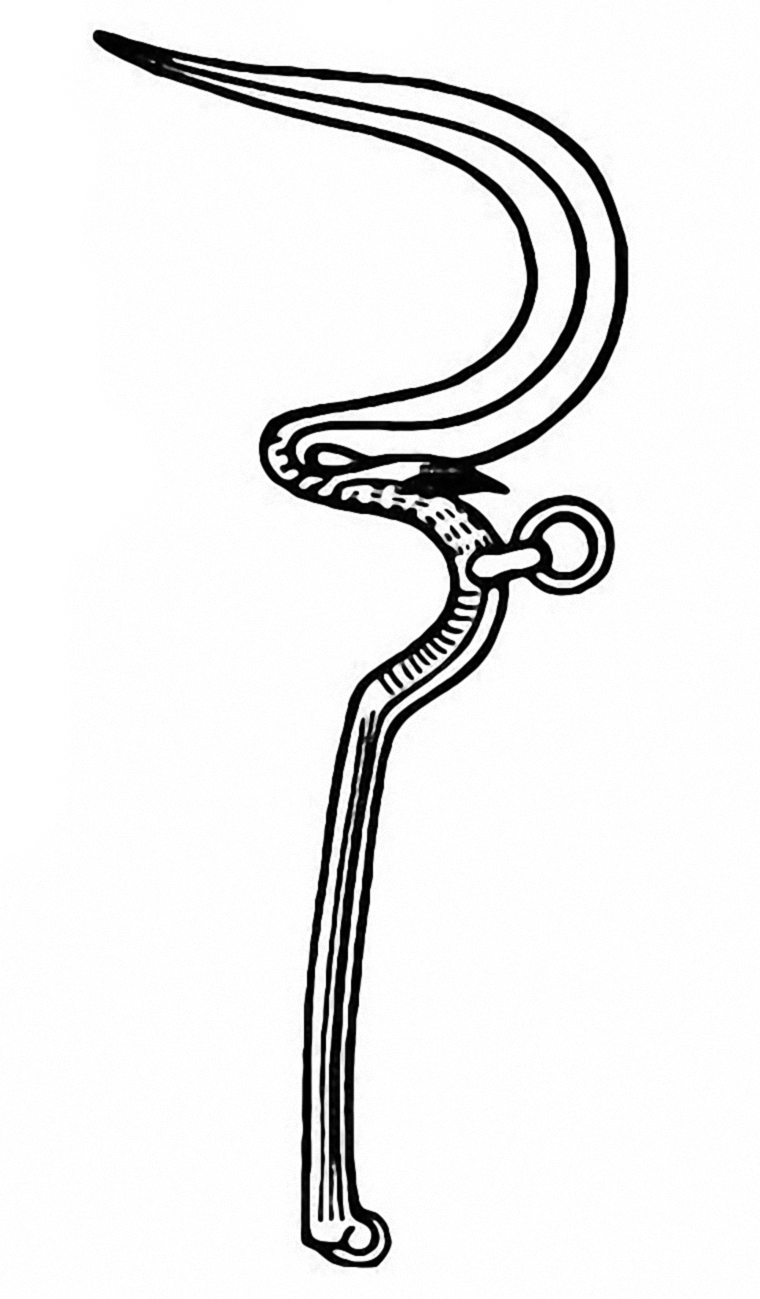
Wurfeisen aus der Region Tschadsee gilt als möglicher Verwandter

Für das hauptsächlich im nordwestlichen Kongo vorkommende Ngulu gibt es mehrere Spekulationen über die Herkunft bzw. Entwicklung und Verwandtschaften zu Waffen aus anderen Gebieten.
Waffen mit einfachen Sichelformen sind bekannt aus dem antiken Palästina und Ägypten als Chepesch. Große Ähnlichkeiten gibt es zu den afrikanischen Wurfeisen aus der Region Tschadsee. Christopher Spring sieht aber mehr Gemeinsamkeiten mit dem Mugusu, einer Hippe der Lega und verschiedener anderer Völker aus Uganda. Solche Werkzeuge könnten über die Handelswege den Lualaba, Quellfluss des Kongo-Flusses, hochgewandert sein und so den Kongo und somit die Ngombe erreicht haben.
Für die Doppelform gibt es keine historische Entsprechung. Christian Gosseau sieht zwei Theorien. Möglicherweise entwickelte sich die doppelte Sichelform aus der einfachen Sichelform. Naheliegender ist jedoch, dass der Vorläufer der Doppelform eine breite, paddelförmige Klinge war, deren seitliche Spitzen im Laufe der Zeit halbmondförmig verlängert wurden.

## Funktion

### Waffe

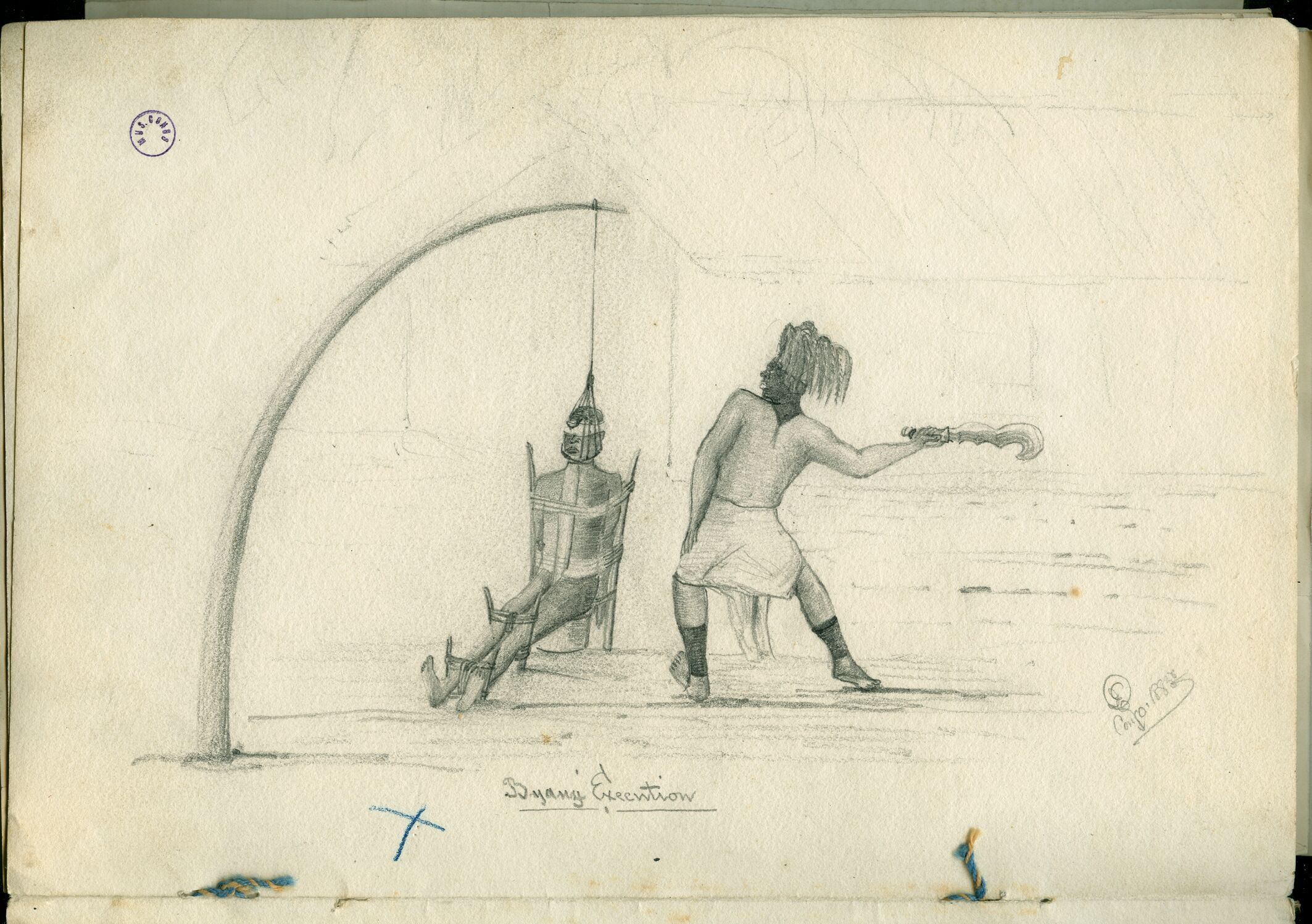
Zeichnung des Augenzeugen Edward James Glave, diese diente als Vorlage für verschiedene Illustrationen

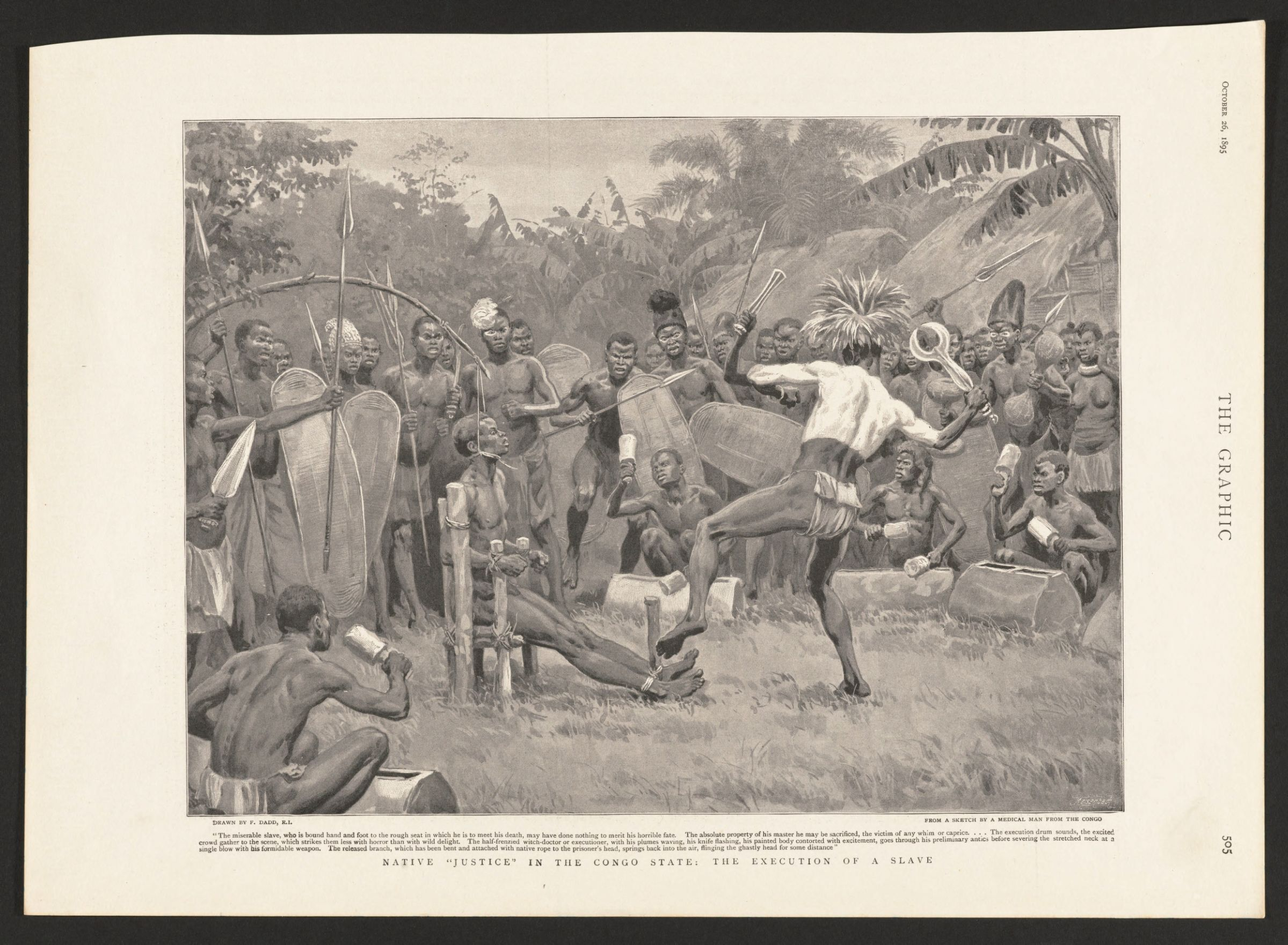
Die europäischen Illustrationen waren nicht unbedingt realistisch. Hier stellt der Künstler verschiedene Waffen zusammen: Doppel-Ngulu aus dem Nordwesten, Schwerter aus dem Süden und Speere aus dem Nordosten des Kongos.

Die Einfach-Ngulus wurden bis in das 19. Jahrhundert auch als Kampfwaffe verwendet. Die Doppelform scheint hingegen weniger funktional zu sein und ist wohl mehr zu Paradezwecken als zum Kampf gedacht.
Die weitaus größte Bekanntheit haben die Ngulus in ihrer Funktion als Exekutionswaffen. Mitte des 19. Jahrhunderts eroberten die Europäer das unzugängliche Kongo-Gebiet und legten 1886 den Kongo-Freistaat an. So kamen auch zentralafrikanische Waffen in die europäischen Museen. Die zeitgenössische Rezeption sah in den Einwohnern des Kongo-Gebietes primitive Barbaren. Die Presse war voll von Geschichten über ihre angebliche Wildheit. Entsprechende Illustrationen, die Enthauptungen mit Ngulus zeigten, aber nicht unbedingt der Wahrheit entsprachen, wurden verbreitet.
Einige der wenigen Augenzeugen, die ihre Beobachtungen festgehalten haben, sind Camille-Aimé Coquilhat, Alphonso van Gèle und Edward James Glave. Diese Europäer leiteten Stationen im Auftrag des Kongo-Freistaates. Coquilhat beschrieb eine Exekution in Mbandaka im Jahre 1883, Glave eine in Lukolela im Jahre 1885. Glave fertigte vor Ort eine Zeichnung darüber an; diese erreichte Europa und wurde Vorlage für verschiedene Illustrationen in Büchern und Zeitungen. In seinem Buch aus dem Jahre 1892 beschreibt er die Waffe nicht näher. Interessanterweise sieht die Exekutionswaffe in der Illustration des Buches anders aus als in seiner früheren Zeichnung.
Bei den als Bangala subsumierten Ethnien zwischen den Flüssen Kongo und Ubangi kamen rituelle Menschenopfer recht häufig vor. Wenn ein Häuptling gestorben war, wurden einige seiner Sklaven als Menschenopfer ausgewählt, um ihrem Herren in das Jenseits zu folgen.
Edward James Glave beschrieb die Hinrichtung als Augenzeuge: Das Opfer wurde auf einen Holzblock gesetzt, die Beine nach vorne gestreckt. Verschiedene Holzpflöcke waren um das Opfer herum in den Boden gehauen, so dass der Oberkörper, Arme, Knie und Fußgelenke mit Seilen an ihnen fixiert werden konnte. Ein biegsamer Baumast wurde wie eine Angelrute über das Opfer gebogen. An dessen Spitze waren mehrere Seile befestigt, an denen ein Bambusring hing. Der Bambusring wurde um den Hals des Opfers befestigt, der unter Spannung stehende Baumast zog nun ständig am Kopf des Opfers. Der Henker trennte mit einem Hieb des Ngulu den Kopf vom Rumpf ab. Der Kopf wurde durch den gespannten Ast in die Luft geschleudert; die umstehenden Zuschauer versuchten, diesen als Trophäe an sich zu reißen. In einer kürzeren aber ähnlichen Beschreibung der Exekution zitiert Christian Gosseau den Belgier Léon Hanolet, der ebenfalls Leiter einer Station im Auftrag des Kongo-Freistaates war und bestätigt diese Art der Enthauptung.
Nach dem Verbot der Menschenopfer wurde bei den Ngombe der Sklave durch eine Ziege ersetzt, die kriegerische Waffenverwendung wird noch bei rituellen Tänzen simuliert.

### Sonstige Funktionen
Auch wenn die Ngulus als Waffe eingesetzt wurden, war das wohl nicht ihr wichtigster Zweck. Christopher Spring glaubt, dass es keine eindeutige „Zweckmäßigkeit“ für die Ngulus gab, d. h. weder als Waffe noch als Werkzeug. Marc Leopold Felix sieht Autoritätskennzeichen als wichtigsten Zweck. Sie waren also vielmehr Prestigeobjekte für Würdenträger und Häuptlinge.
Als Belgien, die Kolonialmacht im Kongo, Kriege und Menschenopfer verbot, verminderte das die Bedeutung der Ngulus als Waffe. Während im neunzehnten bis frühen zwanzigsten Jahrhundert die Ngulus hauptsächlich von Kriegern getragen wurden, findet man sie später auch in den Händen von Frauen bei Tänzen und rituellen Handlungen. Bei den Mongo ist bekannt, dass Heilerinnen sie verwenden. Außerdem ist z. B. bei den Ngabaka ihre Bedeutung bei Initiationsriten bekannt.
Wegen ihres hohen Wertes waren die Ngulus wertvolle Güter als Tauschobjekt bzw. Primitivgeld oder als Mitgift. Auch für die Europäer waren sie schon früh begehrte Sammelstücke. Wahrscheinlich sind manche nach der Jahrhundertwende hergestellten Ngulus, insbesondere durch die Kundu, unter dem Einfluss der Kolonialherrscher entstanden.

## Formen

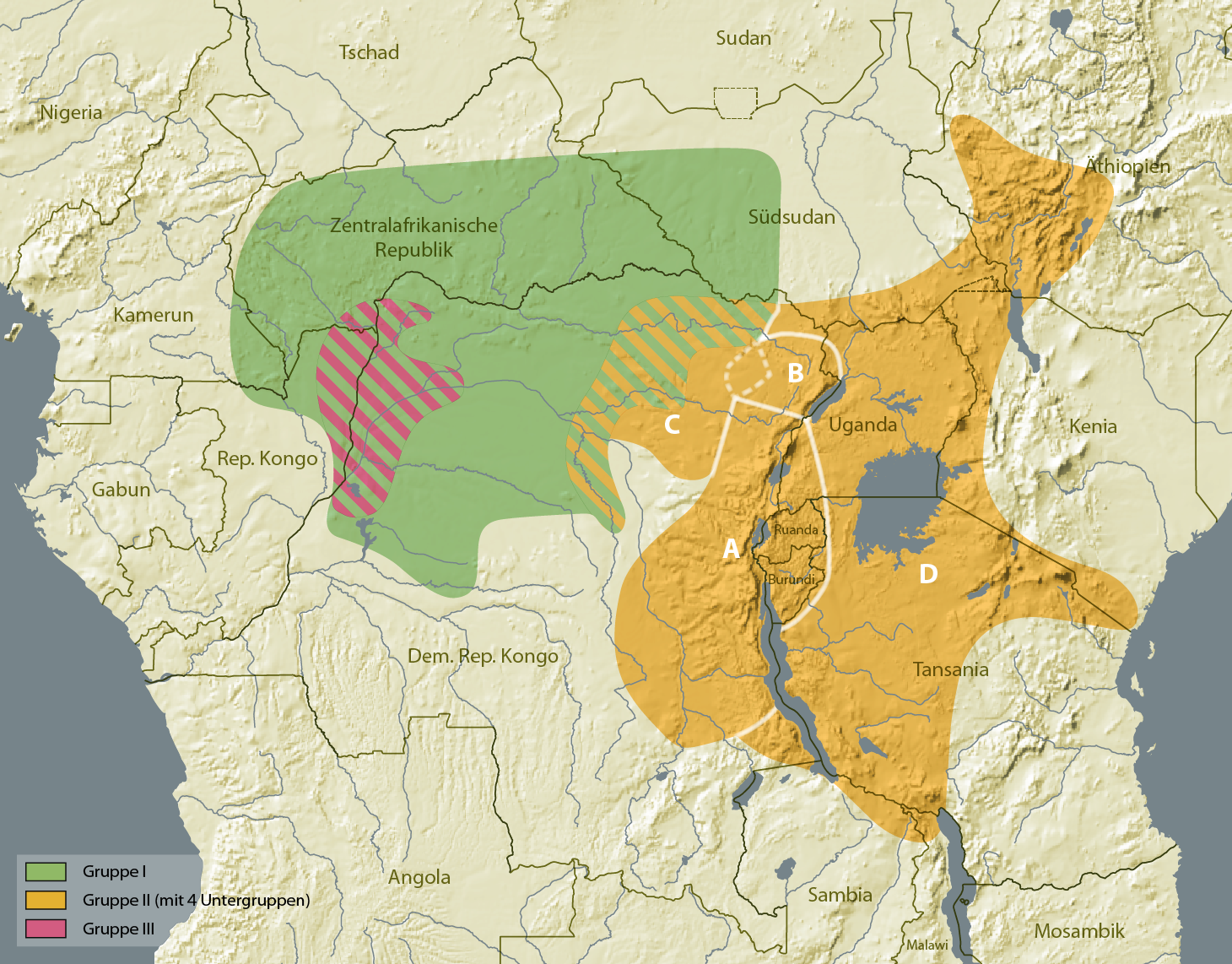
Verbreitung von Sichelwaffen, Ngulu: Gruppe 3, nach Jan Elsen

Christian Gosseau teilt die Ngulus in verschiedene Gruppen. Er weist aber darauf hin, dass diese nicht exakt abgegrenzt sind und dass es Ngulus in Übergangsformen gibt:
Gruppe I
Hergestellt von den Ngombe und Dokoa, welche ihre Nachbarn versorgten. Charakteristisch sind ausgeprägte Einbuchtungen, Einfach- und Doppel-Ngulus sind mit Gravuren aus tiefen Rillen verziert. Der Zweck als Kriegs- oder Exekutionswaffe verschob sich allmählich zu Parade- und Tanzwaffe.
Gruppe II
Ebenso hergestellt von den Ngombe und Doko. Charakteristisch sind gerundete Knubbeln auf der nicht schneidenden Seite der Einfach-Ngulus. Im Allgemeinen sind sie nicht geschärft und eindeutiger als Parade- und Tanzutensilien zu klassifizieren.
Gruppe III
Hergestellt von den Lobala, Mbaka und Bondjo. Charakteristisch sind weniger ausgeprägte Einbuchtungen bei den Einfach-Ngulus und keine tiefen Rillen bei beiden Ngulu-Typen.
Gruppe IV
Hergestellt von den Lia. Charakteristisch ist eine kleine Sichel und eine geschwungene Gesamtform. Es sind nur Einfach-Ngulus bekannt.
Gruppe V
Hergestellt von den Ntomba, Mpama und Sengele am Mai-Ndombe-See sowie Batéké weiter südlich. Charakteristisch sind kleine Sicheln bei den Doppel-Ngulus. Es sind nur Doppel-Ngulus bekannt.
Gruppe VI
Hergestellt von den Nkundu und Konda nördlich des Mai-Ndombe-See. Charakteristisch sind die sehr kunstvollen Doppel-Ngulus.
Gruppe VII
In dieser Gruppe fasst Gosseau Objekte zusammen, die entweder atypisch sind und nicht in die vorherigen Gruppen passen oder aus entfernten Gebieten stammen. Das sind beispielsweise seltene Ngulus der Ngombe, denen die typische geschwungene Form fehlt, oder verwandte Objekte, die beispielsweise den Azande oder Bassonge zugeschrieben werden.